# Orchonský ajmag
Orchonský ajmag (mongolsky Орхон аймаг [Orchon ajmag]) je jedním z 21 mongolských ajmagů. Jeho hlavním městem je Erdenet. Nachází se v severní části země. Hraničí na západě s Bulganským ajmagem a na východě se Selengským ajmagem. Má 91 212 obyvatel (2009) a rozlohu 844 km². Vznikl v roce 1994 spojením do té doby samosprávného města Erdenet a části Bulganského ajmagu. Jmenuje se podle řeky Orchon.

## Členění

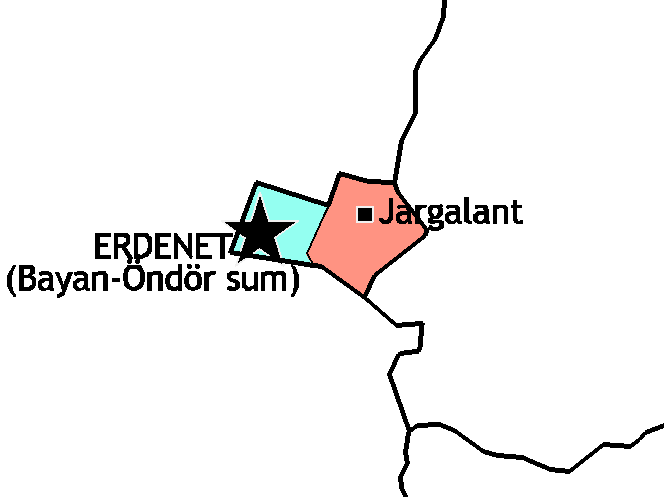
mapa ajmagu

Darchanúlský ajmag se skládá ze 2 somonů.
| sum         | Rozloha km² | Počet obyvatel | Hustota zalidnění na km² | Sídlo sumu |
| ----------- | ----------- | -------------- | ------------------------ | ---------- |
| Bajan-Öndör | 208         | 88 046         | 423,30                   | Erdenet    |
| Žargalant   | 636         | 3 166          | 4,98                     | Žargalant  |